# Nadace (kniha)
Nadace (v anglickém originále Foundation) je první kniha ze série o Nadaci z pera amerického spisovatele Isaaca Asimova, která vyšla v roce 1951. Dílo v Československu vyšlo také v samizdatu pod názvem Základna v roce 1989.
Kniha netvoří ucelený příběh, nýbrž je rozdělena do 5 částí. Každá z nich popisuje úsek historie nově založeného světa Nadace na planetě Terminus (a také čtyři Seldonovy krize – až do roku 20 éry Nadace) s výjimkou první části, kde se děj odehrává ještě za života Hari Seldona na Trantoru.
Hlavní myšlenku knihy, uchovat vědu naživu i v době temna, čerpal Asimov z knihy Edwarda Gibbona Úpadek a pád římské říše.

## Hlavní postavy
- Hari Seldon
- Salvor Hardin
- Linmar Ponyets
- Hober Mallow

## Obsah knihy
- část první – Psychohistorici
- část druhá – Encyklopedisté
- část třetí – Starostové
- část čtvrtá – Kupci
- část pátá – Kupecká knížata

## Děj
Kniha začíná v posledních dnech Galaktické říše, kdy Hari Seldon, pomocí vědy zvané psychohistorie, předvídá Galaktické říši 30 tisíc let úpadku. Zakládá proto Nadaci, jejímž jediným cílem má být vytvoření encyklopedie, později nazývané Encyclopedia Galactica. Vytvořením encyklopedie má být období úpadku sníženo na „pouhých“ 1 000 let.
50 let poté, co je Nadace podle Seldonova plánu vyhnána do exilu na vzdálenou planetu Terminus, otevírá se poprvé Časový sejf, který představuje největší Seldonův odkaz. Holografický obraz Hariho Seldona překvapivě oznamuje, že encyklopedická Nadace je zástěrka a účelem Nadace je po pádu staré Říše vytvoření Říše nové, kde Nadace bude hrát hlavní úlohu.
Prvním z řady starostů Terminu je Salvor Hardin. Ten pomocí falešné víry a využitím atomové energie rozšíří vliv Nadace na Čtyři království a úspěšně tak provede Nadaci nejprve první a poté i druhou Seldonovou krizí. Později se (po 80 letech od vyhnání na Periferii) opět otevírá Časový sejf a Hari Seldon potvrzuje, že Nadace s pravděpodobností 98,4% prošla druhou krizí.
Další Seldonovou krizí prochází Periferie poté, co je na Askone uvězněn jeden z kupců. Linmar Ponyets, též kupec, za využití lidské chtivosti (neboli touze Askoňanů po zlatě) a svých atomových produktů, které prodává, stáhne nenápadně pod vliv Nadace i do té doby vzdorující Askone. Přičemž vše se zdá být pouze vykoupením přítele – kupce ze zajetí.
Poslední v knize popsanou Seldonovou krizí prochází Periferie v době, kdy Korellská republika za podpory skomírajícího jádra Říše zahájí válku proti Nadaci. Této válce ale dlouho dopředu předejde kupec Hober Mallow, který umožní trvalý obchod atomových zařízení s Korellem a zároveň se ujišťuje, že Korell sám není schopen vyrobit žádnou atomovou technologii. Korell po třech letech války, kterou sám vyhlásil a při níž se téměř nebojovalo, kapituluje.

## Česká a slovenská vydání
- Nadace, 0. neoficiálni vydání (samizdat, fanbook), Poutník č. 10, klub Julese Vernea (Praha) ve spolupráci se sfk Time Machine při KK CŠV SSM VŠCHT Praha, 1986, 51 stran, zkrácena verze, brožovaná (česky)
- Základna, 1. neoficiální vydání (samizdat, fanbook), SFK AF 167 (Brno) společně s nakladatelstvím SFK Sféra Bratislava, 1989, překlad Jindřich Smékal, 142 stran, brožovaná. (česky)
- Nadace, AG Kult, 1991, ISBN 80-900081-6-X, překlad Jarmila Pravcová, 220 stran, brožovaná. (česky)
- Základňa, Práca, 1991, ISBN 80-7094-237-1, překlad Dušan Slobodník, 240 stran. (slovenčina)
- Nadace, Mladá fronta, 2001, ISBN 80-204-0931-9, překlad Viktor Janiš, 250 stran, brožovaná (česky)
- Nadace, Triton (edice Trifid č.338) / Argo (edice Fantastika č.3), ISBN 978-80-257-0133-1, 2009 (2 vydání), překlad Viktor Janiš, 221 stran, pevná väzba s prebalom (česky)
- Nadace, Triton / Argo (edice Fantastika), ISBN 978-80-257-2880-2, 2019 (2. vydání), překlad Viktor Janiš, 208 stran, pevná väzba s prebalom (česky)
- Nadácia, Lindeni, ISBN 978-80-566-1628-4, 4/2020, preložil Frank Patrick, 288 strán, viazaná s laminovaným poťahom (slovenčina)